# Магични реализам
Чаробни реализам, магични реализам, или чудесни реализам је стил фикције који осликава реалистичан поглед на савремени свет и додаје магичне елементе. Понекад се назива фабулизам, у односу на конвенције бајки, митова и алегорија. "Магични реализам", можда најчешћи термин, често се односи на фикцију и књижевност посебно, са магијом или натприродним представљеним у иначе стварном или земаљском окружењу.
Термини су углавном описни, а не критички ригорозни. Метју Штрехер дефинше магични реализам као "оно што се дешава када се детаљно, реалистично окружење нападне нешто што је превише чудно да би се могло веровати". Многи писци су категорисани као "магијски реалисти", што збуњује појам и његову широку дефиницију. Ирене Гуентхер бави се немачким коренима термина и како се уметност односи на књижевност. Чаробни реализам се често повезује са латиноамеричком литературом, посебно са ауторима, укључујући осниваче жанра, Габријел Гарсија Маркес, Мигел Анхел Астуријас, Хорхе Луис Борхес, Елену Гаро, Хуан Рулфо, Ромуло Галегоса и Изабела Аљенде. У енглеској књижевности, главни представници су Салман Ружди, Алис Хофман и Ник Хоакин.

## Карактеристике

### Фантастични елементи
Магични реализам приказује фантастичне догађаје у иначе реалистичном тону. Доноси басне, народне приче и митове у савремену друштвену релевантност. Фантастичне особине које се дају ликовима, као што су левитација, телепатија и телекинеза, помажу да се обухвате модерне политичке реалности које могу бити фантазмагоричне. 

### Поставка у стварном свету
Постојање фантазијских елемената у стварном свету пружа основу за магијски реализам. Писци не измишљају нове светове, већ откривају чаробне ствари на овом свету, као што је то учинио Габријел Гарсија Маркес који је написао темељно дело стила, Сто година самоће. У свету магијског реализма, натприродно царство се стапа са природним, познатим светом.

### Ауторска суздржаност
Ауторска суздржаност је "намерно ускраћивање информација и објашњења о забрињавајућем фиктивном свету". Приповедач је индиферентан, карактеристика појачана одсуством објашњења фантастичних догађаја; прича наставља са "логичном прецизношћу" као да се није десило ништа посебно. Магични догађаји су представљени као обични догађаји; стога читалац прихвата чудесно као нормално и заједничко. Објашњавање натприродног света или његово представљање као изванредног одмах би смањило његов легитимитет у односу на природни свет. Читаоци би стога занемарили натприродно као лажно сведочанство.

### Хибридност
Чаробне линије реализма карактеристично користе хибридне вишеструке равни реалности које се одвијају у "нехармоничним аренама таквих супротности као што су урбана и рурална, и западна и аутохтона".
МетафикцијаОва особина се фокусира на улогу читаоца у књижевности. Са својим вишеструким стварностима и специфичном референцом на читалачки свет, она истражује утицај фикције на стварност, стварност на фикцију и улогу читаоца између; као таква, она је погодна за привлачење пажње на друштвену или политичку критику. Штавише, то је алат који је најважнији у извршавању сродног и великог магијског реалистичког феномена: текстуализација. Овај термин дефинише два услова - прво, где фиктивни читалац улази у причу у причи док је чита, чинећи их самосвеснима свог статуса читалаца - и друго, где текстуални свет улази у читаочев (реални) свет. Добар смисао би негирао овај процес, али "магија" је флексибилна конвенција која то допушта.

### Политичка критика
Магични реализам садржи "имплицитну критику друштва, посебно елите". Посебно када је реч о латинској Америци, стил се ломи од непобитног дискурса "привилегованих центара књижевности". Стога, "алтернативни свет" магијског реализма ради на исправљању стварности утврђених гледишта (попут реализма, натурализма, модернизма). Чаробни реалистички текстови, под овом логиком, су субверзивни текстови, револуционарни против друштвено доминантних снага. Алтернативно, социјално доминантан може имплементирати магијски реализам како би се одвојио од њиховог "дискурса моћи".